# Place de l'Hôtel-de-Ville

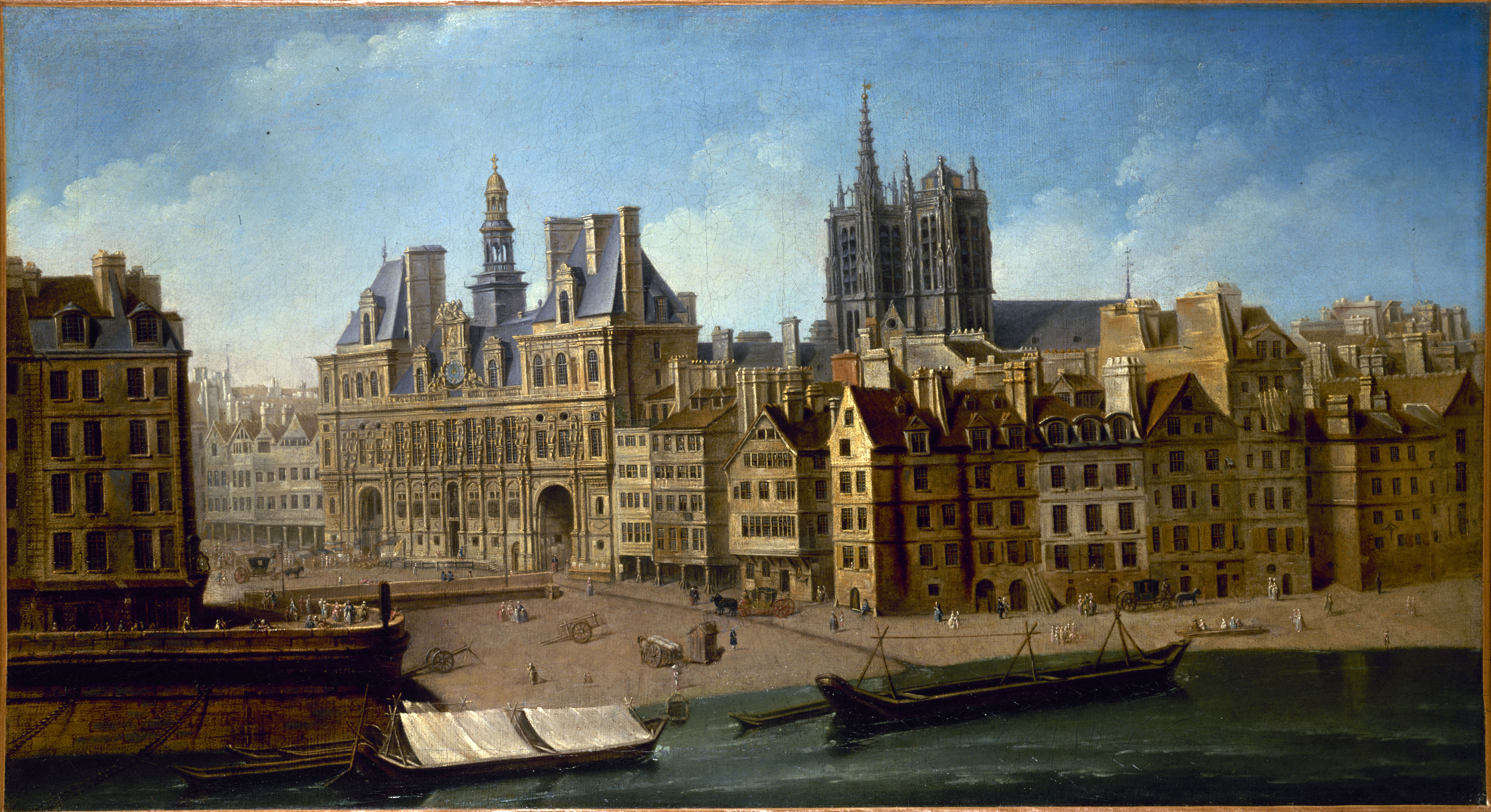
Torget 1753. Målning av Nicolas Raguene.

Place de l'Hôtel-de-Ville, fram till 19 mars 1803 Place de Grève, är ett torg i Paris i Frankrike.
Vid Place de l'Hôtel-de-Ville ligger bland annat l'Hôtel de Ville (Paris stadshus). Torget tjänade som avrättningsplats 1310–1830. Under den franska revolutionen installerades här en giljotin.